# НИИ комплексных проблем сердечно-сосудистых заболеваний
Научно-исследовательский институт комплексных проблем сердечно-сосудистых заболеваний (НИИ КПССЗ) — научно-исследовательский институт в городе Кемерово.

## История
В 1989 году руководство города Кемерово по инициативе Л.С. Барбараша принимает решение о строительстве Кемеровского кардиологического диспансера (ККД). Средств на полномасштабное строительство не было, поэтому учреждению передали недостроенную многопрофильную больницу шахтёров, которая располагалась в правобережной части города в живописном сосновом бору. В то время, пока проводилась достройка первых корпусов ККД, первые его подразделения расположились в здании многопрофильной территориальной поликлиники, расположенной в соседнем здании.
В 1994 году в ККД была создана основная диагностическая и лечебная база. 
В 1995 году в ККД создан научно-производственный отдел биотехнологий (впервые в России на базе муниципального учреждения), объединивший в себе лабораторию по производству биопротезов и научно-исследовательскую экспериментальную лабораторию.
1 января 2001 года на базе ККД было организовано Государственное учреждение «Научно-производственная проблемная лаборатория реконструктивной хирургии сердца и сосудов с клиникой СО РАМН» (ГУ НППЛ РХСС СО РАМН).
В 2002 году лаборатория биопротезирования преобразуется в ЗАО «НеоКор», ставший крупнейшим производителем всего спектра биопротезов для сердечно-сосудистой хирургии.
В декабре 2008 года, путём преобразования ГУ НППЛ РХСС СО РАМН, был создан НИИ комплексных проблем сердечно-сосудистых заболеваний СО РАМН.
Входит в структуру «Кузбасского кардиологического центра», который помимо НИИ КПССЗ, включает в
себя ГБУЗ «Кузбасский кардиологический диспансер имени академика РАН Л.С. Барбараша», многопрофильную территориальную поликлинику, производственную базу (ЗАО «Неокор») и кафедру кардиологии и сердечно-сосудистой хирургии КемГМУ.
Имеется аспирантура и ординатура. На базе НИИ КПССЗ создан диссертационный совет по защите диссертаций на соискание ученой степени кандидата наук, на соискание ученой степени доктора наук по научным специальностям:
- 14.01.05 — Кардиология (медицинские науки)
- 14.01.26 — Сердечно-сосудистая хирургия (медицинские науки)[3]

Институт входит в структуру Кемеровского научного центр СО РАН.

## Структура
Стационар
- Отделение анестезиологии-реанимации
- Отделение кардиохирургии (операционный блок)
- Отделение рентгенохирургических методов диагностики и лечения
- Отделение хирургического лечения сложных нарушений ритма сердца и электрокардиостимуляции
- Отделение сосудистой хирургии с рентгеноперационной (г. Новокузнецк, пр. Советской армии, 49, ГКБ №29)[5]

Вспомогательные подразделения
- Клинико-диагностическая лаборатория
- Отделение лучевой диагностики
- Консультативно-диагностическое отделение

## Руководители
- Барбараш, Леонид Семёнович (2008—2011)
- Барбараш, Ольга Леонидовна (2011—н. в.)